# Ministerio de Transporte e Infraestructura (Rumania)
El Ministerio de Transporte e Infraestructura (en rumano: Ministerul Transporturilor și Infrastructurii) es uno de los quince ministerios que forman parte del Gobierno de Rumania. El Ministerio de Transporte es el organismo especializado de la política gubernamental central de transporte que establece la estrategia nacional y desarrolla normas específicas para el desarrollo y la armonización de las actividades de transporte dentro de la política general del Gobierno y sirve como la autoridad estatal de transportes.
El Ministerio de Transporte es la autoridad de transporte del Estado, que ejerce directamente a través de organismos técnicos especializados, unidades de las instituciones públicas subordinadas que operan bajo su dirección, autoridad o empresa autorizada.
En mayo de 2008 el Ministerio de Transporte inició el procedimiento para la reorganización de las empresas que se cotizan en la Bolsa de Bucarest. Las ocho empresas en el ministerio que se cotizan en la Bolsa de Valores son: Compañía Nacional de Aeropuerto Internacional Henri Coandă de Bucarest, la Compañía Nacional de Aeropuerto Internacional de Bucarest - Baneasa - Aurel Vlaicu, el Aeropuerto Internacional Mihail Kogălniceanu de Constanța, el Aeropuerto Internacional de Timișoara - Traian Vuia, la Administración de Canales Navegables Constanța, la Administración Marítima de los Puertos del Danubio de Galați, la Administración Marítima y Portuaria de Constanza y la Administración Portuaria del Danubio de Giurgiu.